# KBS제주방송총국
KBS제주방송총국(KBS濟州放送總局)은 제주특별자치도 전역을 대상으로 하는 한국방송공사의 지역방송총국이다.

## 연혁
태동기
- 1950년 9월 10일 : 제주방송국 개국 (1라디오 주파수 1080㎑, 출력 50W, 호출부호 HLKS)
- 1951년 3월 10일 : 출력증강(1라디오 50W → 1㎾, 주파수 1080㎑, 호출부호 HLKS)
- 1962년 1월 5일 : 서귀포중계소 개설(1라디오 주파수 1320㎑, 출력 1㎾, 호출부호 HLCF)
- 1971년 4월 20일 : 아라 송신소 개설 (1라디오 주파수 960㎑, 출력 10㎾), 견월악 TV 송신소 개국 (CH 12), 청사 신축 이전 (제주시 이도 2동 1632)

기반구축기
- 1973년 3월 3일 : 한국방송공사 제주방송국 발족
- 1975년 5월 21일 : 삼매봉중계소 개국 (1TV CH 9)
- 1975년 11월 12일 : 고산중계소 개소(1라디오 주파수 1500㎑, 출력 1㎾, 호출부호 HLQC)
- 1978년 3월 1일 : 견월악송신소 표준FM 방송 개시 (99.1㎒)
- 1978년 7월 1일 : TV로컬방송 개시
- 1978년 11월 28일 : 1라디오 주파수 변경 (아라 963㎑, 서귀포 621㎑, 고산 1539㎑)

변혁기
- 1980년 10월 20일 : 신제주청사 준공 이전 (제주시 연동 302-3)
- 1980년 12월 1일 : 컬러TV 방송 개시
- 1981년 2월 1일 : 견월악송신소 교육FM 방송 개시 (주파수 107.3㎒), 교육TV (CH 26) 방송개시
- 1981년 5월 18일 : 견월악송신소 2TV (CH 10), 삼매봉 중계소 2TV (CH 13) 방송개시
- 1982년 3월 4일 : KBS제주 제1라디오 FM으로 수신가능과 잡음이 전혀 없는 표준FM(스테레오가 아니라 모노)으로도 동시에 방송
- 1983년 9월 10일 : 견월악 송신소 음악FM 호출부호 HLKS-FM  (96.3㎒) 방송개시, 교육TV 채널 변경(CH 20)
- 1986년 12월 8일 : 한국방송공사 직제 개편에 따라 제주방송총국으로 명칭 변경
- 1994년 3월 1일 : 송신운용부 발족, 5개 송·중계소 원격제어 운용 개시

성장발전기
- 2000년 8월 1일 : 견월악 송신소 제2라디오 FM 개국 (견월악 91.9㎒)
- 2000년 12월 28일 : 금악TVR, 삼매봉중계소 제2라디오 FM 개국 (삼매봉 94.3㎒)
- 2001년 11월 5일 : 표준FM 스테레오 방송 개시
- 2002년 10월 25일 : 삼매봉 중계소 2라디오 FM 주파수 변경 (94.3㎒ → 89.7㎒)
- 2004년 9월 10일 : 견월악 송신소 표준FM 출력증강(1㎾ → 3㎾)
- 2004년 12월 30일 : 제주지역 최초 디지털TV 방송개시

도약기
- 2006년 6월 20일 : 삼매봉 중계소 지상파DMB 방송개국
- 2009년 1월 19일 : 광해악 디지털TV중계소 개국
- 2009년 7월 1일 : 제주(송) 원격제어 통합운용실시
- 2009년 12월 31일 : 금악TV중계소 디지털TV 시설준공 및 시험송출
- 2011년 6월 29일 : 지상파아날로그TV방송 종료 및 제주방송총국 신청사 기공
- 2014년 2월 10일 : 제주특별자치도 제주시 도남동 668번지로 신사옥 이전.
- 2014년 3월 20일 : 제주특별자치도 제주시 도남동 668번지로 신사옥 준공.

UHD 시대
- 2021년 10월 27일 : 제1 UHDTV 채널 허가.[1]
- 2022년 2월 11일 : UHD 1TV, 2TV 개국.[2]

## 방송 송출 시설망
TV
- 1TV
  - 호출부호 : HLKS-DTV(HD), HLKS-UHDTV(UHD)
  - 가상채널 : 9-1
- 2TV
  - 호출부호 : HLQC-DTV(HD), HLQC-UHDTV(UHD)
  - 가상채널 : 7-1

| 송신소        | UHD      | UHD      | UHD    | HD       | HD       | HD    | 송신소 위치                              |
| 송신소        | 물리채널 | 물리채널 | 출력   | 물리채널 | 물리채널 | 출력  | 송신소 위치                              |
| 송신소        | 1TV      | 2TV      | 출력   | 1TV      | 2TV      | 출력  | 송신소 위치                              |
| ------------- | -------- | -------- | ------ | -------- | -------- | ----- | ---------------------------------------- |
| 견월악 송신소 | CH 28    | CH 56    | 빈칸   | CH 27    | CH 29    | 1kW   | 제주 제주시 명림로 584                   |
| 소길 중계소   | 준비중   | 준비중   | 준비중 | CH 19    | CH 22    | 20W   | 제주 제주시 애월읍 소길리 산194-15       |
| 금악 중계소   | 준비중   | 준비중   | 준비중 | CH 24    | CH 38    | 20W   | 제주 제주시 한림읍 금악리 산1-2          |
| 삼매봉 중계소 | CH 28    | CH 56    |        | CH 14    | CH 16    | 500W  | 제주 서귀포시 남성로115번길 53           |
| 광해악 중계소 | 준비중   | 준비중   | 준비중 | CH 41    | CH 45    | 90W   | 제주 서귀포시 안덕면 서광리 937          |
| 매봉 중계소   | 준비중   | 준비중   | 준비중 | CH 23    | CH 25    | 20W   | 제주 서귀포시 표선면 표선리 산4 (매오름) |
| 성산포 중계소 | 준비중   | 준비중   | 준비중 | CH 41    | CH 45    | 10W   | 제주 서귀포시 성산읍 고성리 2039-1       |
| 송당 소출력   | 준비중   | 준비중   | 준비중 | CH 27    | CH 29    | 0.05W | 제주 제주시 구좌읍 송당리 산 100-2       |
| 추자 중계소   | 준비중   | 준비중   | 준비중 | CH 20    | CH 21    | 10W   | 제주 제주시 추자면 영흥리 산26-1         |

아날로그TV
- 1TV
  - 호출부호 : HLKS-TV(제주시,견월악)
  - 호출부호 : HLCF-TV(서귀포,삼매봉)

| 송신소        | 1TV   | 2TV   | 출력 | 송신소 위치                     |
| ------------- | ----- | ----- | ---- | ------------------------------- |
| 견월악 송신소 | CH 12 | CH 10 | 5kW  | 제주 제주시 명림로 584          |
| 삼매봉 중계소 | CH 9  | CH 13 | 1kW  | 제주 서귀포시 남성로115번길 53  |
| 금악 중계소   | CH 32 | CH 23 | 100W | 제주 제주시 한림읍 금악리 산1-2 |

라디오
| KBS제주 제1라디오          | KBS제주 제1라디오 | KBS제주 제1라디오 | KBS제주 제1라디오 | KBS제주 제1라디오               |
| 송신소                     | 주파수            | 출력              | 호출부호          | 송신소 위치                     |
| -------------------------- | ----------------- | ----------------- | ----------------- | ------------------------------- |
| 아라 송신소                | AM 963kHz         | 10kW              | HLKS              | 제주 제주시 아라1동 3-8         |
| 견월악 송신소              | FM 99.1MHz        | 3kW               | HLKS-SFM          | 제주 제주시 명림로 584          |
| 삼매봉 중계소              | FM 95.3MHz        | 3kW               | HLKS-SFM          | 제주 서귀포시 남성로115번길 53  |
| 금악 중계소                | FM 103.7MHz       | 100W              | HLKS-SFM          | 제주 제주시 한림읍 금악리 산1-2 |
| KBS제주 제2라디오 (해피FM) |                   |                   |                   |                                 |
| 송신소                     | 주파수            | 출력              | 호출부호          | 송신소 위치                     |
| 견월악 송신소              | FM 91.9MHz        | 3kW               | HLQC-SFM          | 제주 제주시 명림로 584          |
| 금악 중계소                | FM 92.7MHz        | 100W              | HLQC-SFM          | 제주 제주시 한림읍 금악리 산1-2 |
| 삼매봉 중계소              | FM 89.7MHz        | 1kW               | HLQC-SFM          | 제주 서귀포시 남성로115번길 53  |
| KBS제주 음악FM             |                   |                   |                   |                                 |
| 송신소                     | 주파수            | 출력              | 호출부호          | 송신소 위치                     |
| 견월악 송신소              | FM 96.3MHz        | 3kW               | HLKS-FM           | 제주 제주시 명림로 584          |
| 삼매봉 중계소              | FM 99.9MHz        | 3kW               | HLKS-FM           | 제주 서귀포시 남성로115번길 53  |

지상파 DMB

## 제작 프로그램
KBS 1TV 뉴스 프로그램
| 프로그램명        | 방송시간            | 편성시간                                                                              | 진행                        |
| ----------------- | ------------------- | ------------------------------------------------------------------------------------- | --------------------------- |
| KBS 뉴스광장 제주 | 평일 15분           | 평일 아침 7시 35분 ~ 7시 45분                                                         | 현송희 (평일)               |
| KBS 뉴스 930 제주 | 평일 10분           | 평일 오전 9시 50분 ~ 10시                                                             | 한승훈                      |
| KBS 뉴스 7 제주   | 월 ~ 목 40분        | 월~목 저녁 7시 ~ 7시 40분                                                             | 문준영, 정현정              |
| KBS 뉴스 7 제주   | 금요일 5분          | 금요일 저녁 7시 30분 ~ 7시 35분                                                       | 정현정                      |
| KBS 뉴스 9 제주   | 평일 15분 주말 10분 | 평일 밤 9시 30분 ~ 9시 45분 - 주말편성조정 : 토요일 ~ 일요일 (밤 9시 20분 ~ 9시 30분) | 김미르 (평일) 전유경 (주말) |

KBS 1TV 프로그램
- 모든 방송은 HD기준과 함께 지역방송총국은 DMB방송을 시청하지 못하며, 6시 내고향은 월 ~ 목요일 사이에 네트워크 제작을 한다.

| 방송 시간     | 프로그램              |
| ------------- | --------------------- |
| 17:30 (월~목) | 탐나는 제주           |
| 19:40 (화)    | 보물섬                |
| 19:40 (수)    | 집중토론 제주         |
| 15:00 (금)    | 제주읽기 메아리       |
| 17:30 (금)    | 생생3도               |
| 19:40 (금)    | 꼬닥꼬닥 걸어사, 제주 |

## 라디오 프로그램
지역총국중 유일하게 1라디오만 한다.
뉴스
| 프로그램명                  | 방송시간 | 편성시간                | 진행   |
| --------------------------- | -------- | ----------------------- | ------ |
| KBS 제1라디오 9시 뉴스      | 평일 5분 | 아침 9시 ~ 9시 5분      | 문의순 |
| KBS 제1라디오 정오종합뉴스  | 평일 5분 | 낮 12시 15분~ 12시 20분 | 정현정 |
| KBS 제1라디오 오후 6시 뉴스 | 주말 5분 | 저녁 6시 ~ 6시 5분      | 정현정 |

시사교양
- 제주포커스 (시사교양, 평일, 08:30 ~ 08:58) (진행 : 고새롬)
- 살앙조은 제주 (시사교양, 평일, 11:30 ~ 11:58) (진행 : 현송희)
- 라디오 전국일주 (교양, 평일, 15:20 ~ 15:58) (진행 : 김겸주 리포터)

#### 종영 프로그램
- 제주의 오늘 (2018년 7월 6일자로 폐지)
- 제주의 아침 (2018년 7월 6일자로 폐지)

## 아나운서
| KBS제주 아나운서 보관됨 2014-03-27 - 웨이백 머신 | KBS제주 아나운서 보관됨 2014-03-27 - 웨이백 머신 | KBS제주 아나운서 보관됨 2014-03-27 - 웨이백 머신 | KBS제주 아나운서 보관됨 2014-03-27 - 웨이백 머신 | KBS제주 아나운서 보관됨 2014-03-27 - 웨이백 머신 |
| 입사연도                                         | 기수                                             | 남성                                             | 여성                                             |                                                  |
| ------------------------------------------------ | ------------------------------------------------ | ------------------------------------------------ | ------------------------------------------------ | ------------------------------------------------ |
| 1985년                                           | (12기)                                           |                                                  | 문의순                                           |                                                  |
| 2001년                                           | (27기)                                           |                                                  | 현송희                                           |                                                  |
| 2010년                                           | (36기)                                           | 한승훈                                           | 정현정                                           |                                                  |
| 2014년                                           | (41기)                                           |                                                  | 고새롬                                           |                                                  |

## 전직 아나운서
남성
- 조동건 (퇴사)
- 정의진 (퇴사)
- 김선동 (1980~1986, 1994~1995, 아나운서 부장, 전 KBS 서울본국)
- 한선교 (1983~1984, 전 MBC 서울본국 아나운서, 현 정치인)
- (故)박태남 (1984~1986, 전 전주방송 전 제주본국 1987 전 KBS 서울본국,)
- 윤희길 (1987~2010, 현 TBN 경남교통방송 편성제작국장)
- 신동호 (1991~1992, 전 MBC 서울본국 아나운서)
- 김상준 (1994~1995, 전 KBS 서울본국, 현 방송인)
- 박경추 (1995~1997, 현 MBC 서울본국 아나운서)
- 신영일 (1997~1998, 전 KBS 서울본국)
- 최승돈 (1999, 2000~2001, 현 KBS 서울본국)
- 장웅 (2000~2001, 현 KBS 서울본국)
- 배창복 (2000~2001, 현 KBS 서울본국)
- 이영호 (2002~2003, 현 KBS 서울본국)
- 한석준 (2003~2004, 전 KBS 서울본국, 현 방송인)
- 박태원 (2004~2010, 현 KBS 서울본국)
- 조강섭 (2005~2010, 현 보도국기자)
- 강성규 (2016~2018, 현 KBS 서울본국)
- 이영재 (1996~2021, 현 KBS 강릉방송국)
- 전인석 (1987~2022, 전 KBS 서울본국)
- 이재홍 (2025~2026, 현 KBS 서울본국)

여성
- 안희재 (아나운서부장, 전 KBS서울본국)
- 문희정 (1994~1997, 퇴사)
- 이상희 (1994~1997, 전 iTV 경인방송 아나운서, 현 OBS 경인TV)
- 신성원 (1997~1998, 현 KBS서울본국)
- 가애란 (2008~2009, 현 KBS서울본국)
- 이현주 (2009~2010, 현 KBS서울본국)
- 전주리 (2011~2012, 현 KBS서울본국)
- 이각경 (2013~2014, 현 KBS서울본국)
- 손보련 (2018~2020, 현 프리랜서 아나운서)
- 박아름 (2020~2023, 현 퇴사)
- 임채원 (2024~2025, 현 MBC SPORTS+ 아나운서)

## 기상캐스터
- 정수연

## 현직기자
남성
- 강정훈 편집부장
- 김익태 취재부장
- 유용두 보도국장
- 채승민
- 김가람
- 박천수
- 문준영
- 나종훈
- 신익환
- 유광석
- 이민우

여성
- 강인희
- 임연희
- 허지영
- 민소영
- 고민주